# Elsa (armi)

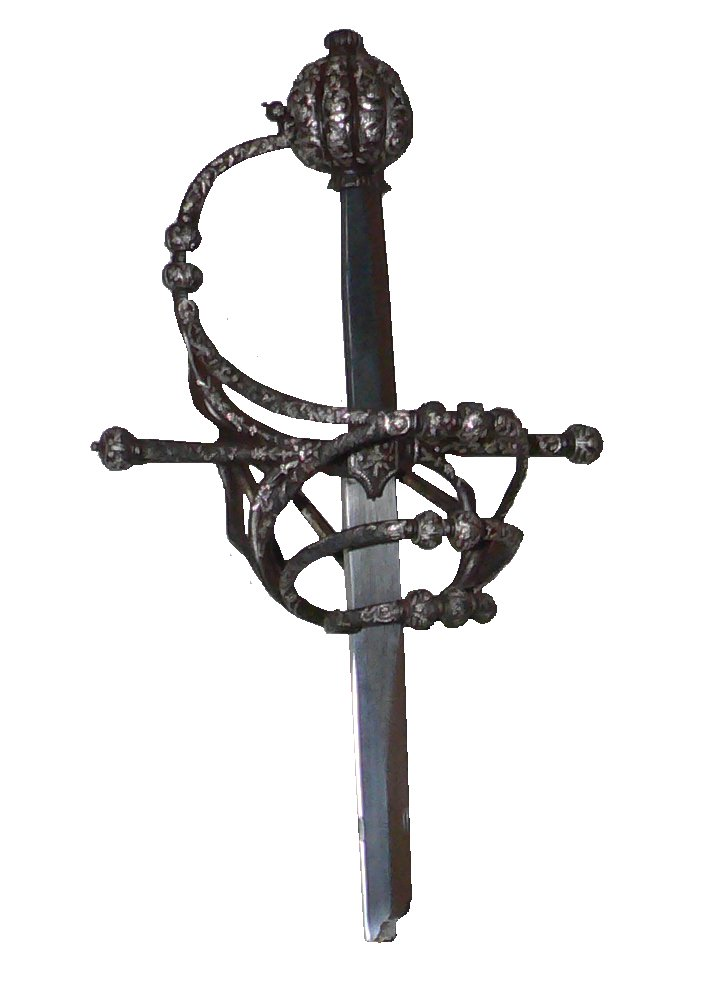
Fornimento di una spada tp. "striscia" - ca. 1580

L'elsa, detta anche fornimento, è l'insieme delle diverse parti atte alla presa e al controllo di un'arma bianca manesca, solitamente del tipo spada: la guardia, la manica e il pomolo.
Si tratta, spesso, della parte dell'arma più sontuosamente decorata. Sin dal Medioevo, in Occidente, la presenza di appositi scomparti nell'elsa (nella guardia tanto quanto nel pomolo) aveva permesso all'utente di conservare dentro la spada reliquie sacre e profane, aumentando il prestigio dell'arma.

## Costruzione
Nel suo insieme, l'elsa si compone di tre elementi:
- guardia;
- impugnatura, o manica;
- pomolo.

Fa formalmente parte del fornimento anche il codolo o spiga, la parte terminale della lama che, allungata, penetra nell'impugnatura e viene ad essa fissata, con vari metodi, in modo da assicurare l'assemblaggio del tutto. Le tecniche per assicurare il fissaggio dell'elsa al codolo variano grandemente a seconda delle epoche e delle culture, e rappresentano in effetti uno degli aspetti cruciali della fabbricazione di una spada. Il punto di attacco tra lama e codolo viene chiamato ricasso.
Nei modelli europei post-medievali, lama ed elsa dialogano tramite il ricasso, una parte non affilata della lama, comunque distinta dal codolo immanicato, sulla quale si articolano le diverse componenti della guardia: bracci di rinforzo, archetti, valve ecc.

### Guardia
La guardia è la parte dell'elsa deputata alla protezione della mano dell'utente.

### Manica
Parte dell'elsa preposta al controllo fisico vero e proprio dell'arma, la manica risente moltissimo della foggia e delle dimensioni della lama.

Il genere "Spada" comprende un insieme grandemente disomogeneo di armi manesche, oscillante, quanto a dimensioni, tra i 40 cm delle prime Spade dell'età del bronzo agli oltre 150 cm degli Zweihänder quattrocenteschi. Conseguentemente al variare delle dimensioni e del peso della lama e, più in generale, della spada, variano le dimensioni della manica. Solitamente si dividono le maniche in tre categorie:
- impugnature a una mano - la manica della spada propriamente detta, dalla spatha romana alla spada d'armi del Basso Medioevo e alla striscia seicentesca, tanto quanto del talwar indiano o del mandau del Borneo;
- impugnature a una mano e mezza, tipica della spada bastarda sviluppata nell'Europa tardo-gotica;
- impugnature a due mani - la manica delle spade più grandi e imponenti. In realtà, per alcuni tipi di armi (Zweihänder o zhǎnmǎ dāo cinese), l'indicazione "a due mani" è meramente generica, indicante cioè un'impugnatura più grande di quella a una mano.

Premesso quanto sopra, il rapporto manica-lama non era strettamente mandatario. Talune spade, come la famosa katana giapponese, pur non avendo dimensioni esageratamente grandi, presentano comunque impugnatura a due mani per garantire allo schermidore una presa quanto più stabile e variegata possibile. Spesso, cioè, erano la pratica e la consuetudine a stabilire quanto la manica dovesse essere lunga.

### Pomolo
Il pomolo, costituito da un pomello di metallo di varia foggia situato alla base dell'impugnatura, è invece necessario per assicurare un bilanciamento ottimale dell'arma, oltre che per migliorare la presa.

## Storia

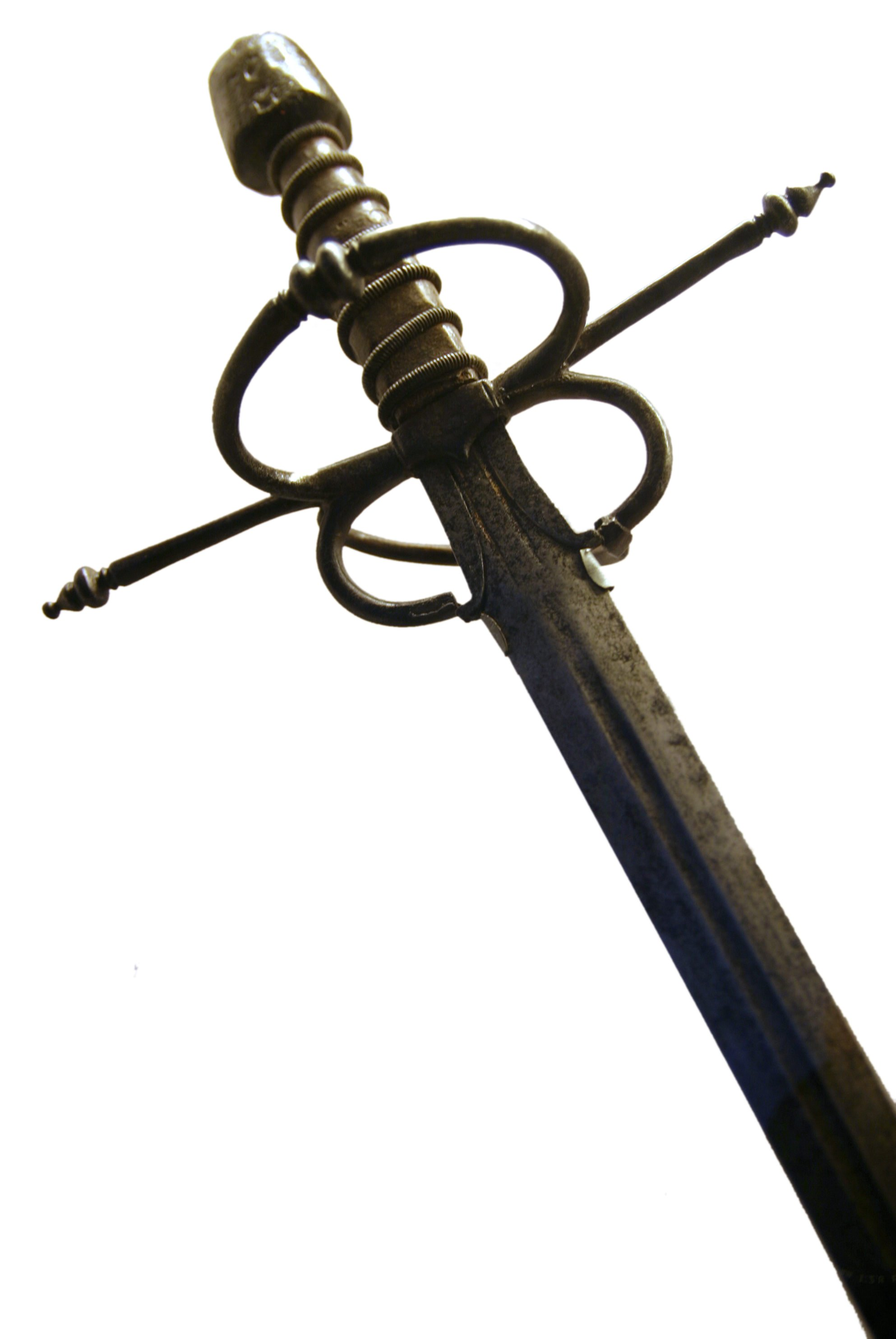
Spada da lato

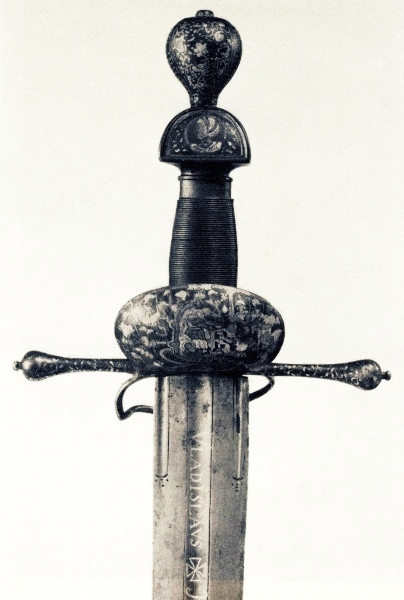
Spada di Ladislao IV di Polonia

In Occidente, fu nel corso della prima Età Moderna che la produzione delle else raggiunse il suo apice quanto a varietà e particolarità dei modelli.

La costituzione di una realtà sociale "civile" quanto meno idealmente discinta dalla realtà "bellica" iniziò a premere in favore di una netta distinzione tra lo stile di vita del "cittadino" e quello del "soldato". Nella realtà, il XVI ed il XVII secolo furono comunque secoli caratterizzati da una notevole violenza d'ambito civile, con un sistematico persistere, soprattutto nelle regioni mediterranee (Italia e Spagna), di scontri tra fazioni, fenomeni di consorterie armate private ed endemico banditismo. In un simile contesto, gli armaioli europei si trovarono a gestire ordini per utenti di due tipi diversi: i cittadini e i soldati:
- l'arma "civile" per antonomasia fu la spada da lato (espada ropera in lingua spagnola), un'evoluzione della spada d'armi del cavaliere medievale. Destinata a uno schermidore in abiti civili, privo di corazza e, soprattutto, di guanto d'arme, l'arma sviluppò un notevole fornimento. La crociera venne ingrandita e, tutt'uno con il ricasso, divenne punto di appoggio per un più significativo apparato di guardia composto da archetti, ponti e paramano. Il pomolo, non dovendo più fungere da barriera d'arresto per la mano corazzata, s'ingentilì nella forma e si allungò, per permettere un'eventuale presa a due mani;
- arma militare oggetto di sistematici studi ed evoluzioni fu invece la spadona destinata alle truppe di cavalleria (v. Bilbo, Reitschwert ecc.). La manica restò sempre ben chiusa dal pomolo, a mano singola, ma l'apparato difensivo sviluppò subito solide contromisure ai colpi per preservare l'incolumità della mano del cavaliere, ormai deputata non solo a reggere le briglie e le armi ma anche a sparare. Si diffuse largamente l'uso di "valve" che fungessero da vero e proprio scudo per la mano, a chiaro discapito dell'agilità dell'arma ormai gravata di un notevole peso. Interessantissimo, in questo senso, l'esemplare appartenuto a Re Ladislao IV di Polonia: la spadona ha due pomoli, uno per garantire la solida chiusura dell'arma sul guanto corazzato durante i fendenti da cavallo e il secondo per garantire una più comoda presa a due mani negli scontri appiedati

### Precisazione etimologica
Il vocabolo italiano "Elsa", anche "Elso", sarebbe stato derivato, come altri termini dell'oplologia, dall'antico germanico:
(Grassi, Giuseppe (1833), Dizionario militare italiano, 2. ed. ampliata dall'a., Torino, Società Tipografica Libraria, v. II, p. 86.)
La parola Elsa, intesa come insieme delle parti che permettono l'uso della spada, è comunque già presente in un testo cardine della lingua italiana quale la Divina Commedia:
(Dante Alighieri, Paradiso (Divina Commedia), XVI, vv. 100-102.)
Più recente è invece l'uso di "Fornimento" quale sinonimo di elsa.
(Grassi, Giuseppe (1833), Dizionario militare italiano, 2. ed. ampliata dall'a., Torino, Società Tipografica Libraria, v. II, p. 154.)